# Manuel Altagracia Cáceres

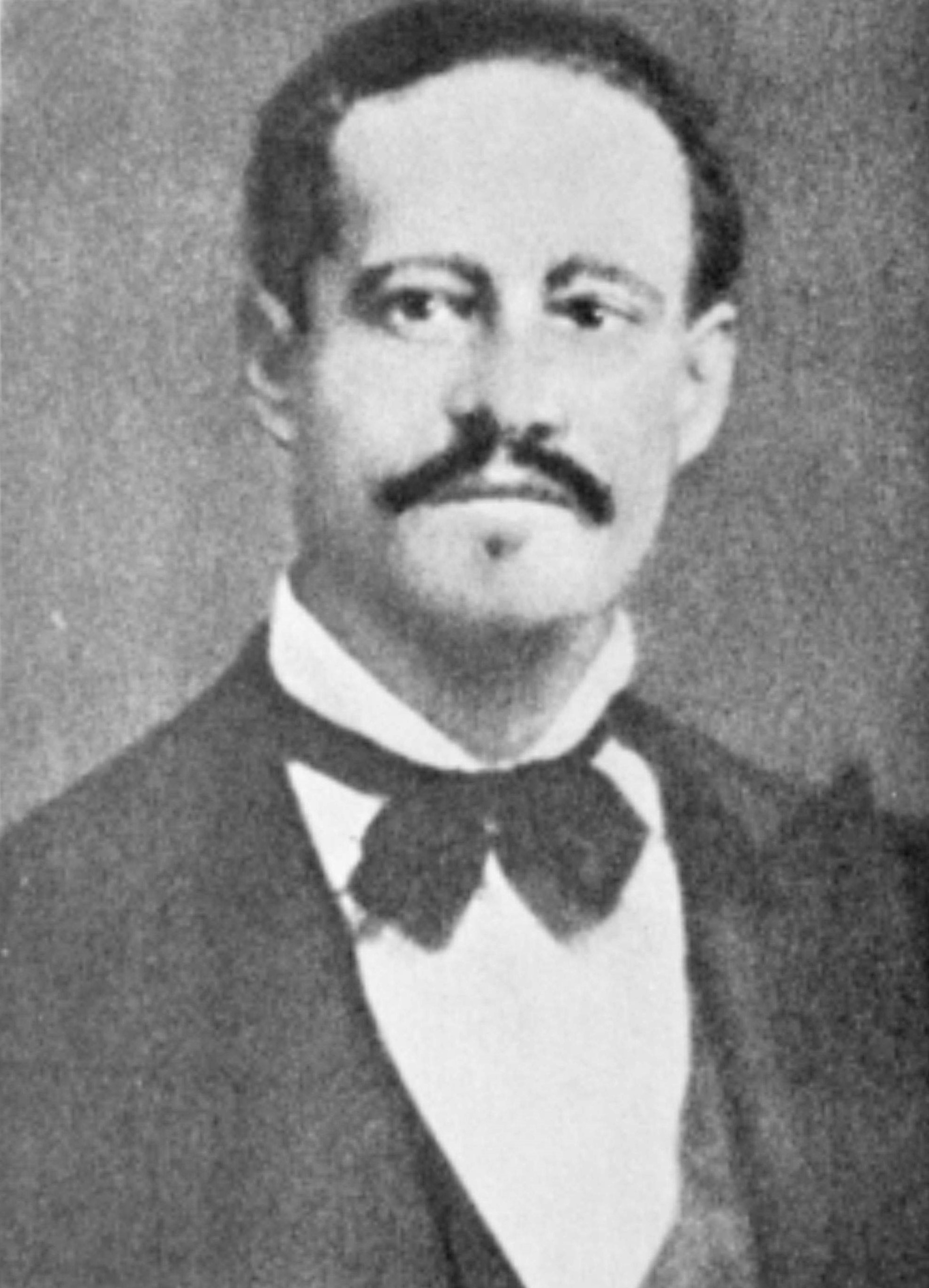
Manuel Altagracia Cáceres

Manuel Altagracia Cáceres y Fernández, bekend als Meme (Azua, 1838 - Dominicaanse Republiek, 1878), was een Dominicaans politicus, militair en korte tijd president.
In de Cibao regio begon zijn militaire opleiding en politieke carrière. Al snel kreeg hij sympathie voor de regeringen van Buenaventura Báez. Tijdens de juli revolutie van 1857 tegen de baecista (sympathisanten van Baez), was Cáceres actief betrokken bij de contrarevolutionaire beweging. Na de overwinning van de opstand werd hij aangeklaagd voor samenzwering en er volgde een arrestatiebevel.
Hij verwelkomde de annexatie door Spanje die bij Wet op 23 maart 1861 in Moca werd getekend, maar tijdens de oorlog die twee jaar later uitbrak, vocht hij met de regering van president Salcedo, met wie hij sinds zijn jeugd een lange vriendschap had. In 1867 keerde hij terug naar de politieke principes van Baez en nam deel aan de opstand tegen de regering van José María Cabral.
Hij was van 31 januari tot 13 februari 1868 president van de Dominicaanse Republiek. Hij stierf in 1878 door een aanslag op zijn leven.